# Liste der Monuments historiques in Inor
Die Liste der Monuments historiques in Inor führt die Monuments historiques in der französischen Gemeinde Inor auf.

## Liste der Objekte
| Bezeichnung               | Beschreibung                                                                | Standort                       | Kennzeichnung | Schutzstatus | Datum | Bild |
| ------------------------- | --------------------------------------------------------------------------- | ------------------------------ | ------------- | ------------ | ----- | ---- |
| Skulptur Madonna mit Kind | Eichenholz, Ende des 17. Jahrhunderts                                       | in der Kirche St-Pierre (Lage) | PM55001922    | Inscrit      | 1985  |      |
| Hauptaltar                | Retabel und Tabernakel; Holz, farbig gefasst und vergoldet, 18. Jahrhundert | in der Kirche St-Pierre (Lage) | PM55000282    | Classé       | 1984  |      |